# Red Fang
Red Fang ist eine US-amerikanische Sludge- und Stoner-Rock-Band aus Portland, Oregon, die im Jahr 2005 gegründet wurde.

## Geschichte
Die Band wurde im Jahr 2005 gegründet und spielte 2006 u. a. mit Gruppen wie The Melvins und Big Business. Insbesondere durch Musikvideos via YouTube konnte die Band ihre Bekanntheit stark erhöhen und erhielt hauptsächlich durch das Video zum Lied Prehistoric Dog ihren ersten Booking-Vertrag sowie den Plattenvertrag mit Sargent House. Die Gruppe bestand aus dem Bassisten und Sänger Aaron Beam, dem Schlagzeuger John Sherman, dem Gitarristen und Sänger David Sullivan und dem Gitarristen und Sänger Maurice Bryan Giles.
Das selbstbetitelte Debüt erschien im Jahr 2008 bei Wäntage USA und 2009 bei Sargent House. Das zweite Album Murder the Mountains produzierte die Band mit Chris Funk (The Decemberists), es erschien 2011 bei Relapse Records. Im selben Jahr ging die Band zudem mit Mastodon zusammen auf Tour. Zudem spielte die Band im Vorprogramm von Crowbar, Helmet, Megadeth, Godsmack und Disturbed.
Im Jahr 2012 trat die Band bei den Festivals Wacken Open Air, Rockharz Open Air, Eier mit Speck, De-Affaire, und Greenville Festival auf. Zudem ging die Band zusammen mit Black Tusk auf Tour und spielte dabei in Griechenland, Russland und der Ukraine.
Das dritte, erneut von Chris Funk produzierte Album Whales and Leeches folgte im Herbst 2013. Es erreichte in den US-Albumcharts Platz 67 und in Finnland Platz 42. Im selben Jahr spielte die Band zudem auf den Festivals With Full Force, Sonisphere, Download und Hellfest, sowie Greenfield, Reload, Graspop Metal Meeting und Soundwave.

## Stil
Thorsten Zahn vom Metal Hammer hörte auf Murder the Mountains neben Einflüssen von Black Sabbath und Queens of the Stone Age auch gelegentlich Einflüsse von Rob Zombie und Motörhead heraus. Auf Whales and Leeches spiele die Band laut Dominik Winter vom Metal Hammer eine Mischung aus Stoner Rock, Punk und Doom Metal. Auf dem Album seien Einflüsse von Gruppen wie Black Sabbath, Mastodon, The Melvins, Motörhead und Kyuss hörbar.
In einem Interview des Rockmusik-Portals Loudwire nennt die Band Led Zeppelin, Ratt, No Means No, Simon and Garfunkel sowie Black Sabbath als größte musikalische Einflüsse.

## Equipment
Charakteristisch für den Sound der Band sind vor allem die eingesetzten Transistor- und Röhrenverstärker der Marken Sunn und Orange:
- Sunn Beta Lead (bzw. Sunn Beta Bass)[20][21][22]
- Orange Tiny Terror[21]
- Orange Thunderverb[23]

Eine weitere Besonderheit ist die Verwendung der Boxen, bei der ebenfalls für die Gitarren und E-Bass gleiche Modelle zum Einsatz kommen:
- Marshall 8412[22]
- Orange PPC412[24]

## Diskografie
- 2007: Tour E.P. 2 (EP, Wäntage USA)
- 2008: Malverde / Favorite Son (Split mit Tweak Bird, Volcom Entertainment)
- 2008: Red Fang (Album, Wäntage USA)
- 2009: Prehistoric Dog (Single, Sargent House)
- 2009: Witness (Single, Eigenveröffentlichung)
- 2011: Wires (Single, Relapse Records)
- 2011: Murder the Mountains (Album, Relapse Records)
- 2012: Crows in Swine (Single, Relapse Records)
- 2013: Red Fang / ASG (Split mit ASG, Relapse Records)
- 2013: Blood Like Cream (Single, Relapse Records)
- 2013: No Hope (Single, Relapse Records)
- 2013: Whales and Leeches (Album, Relapse Records)
- 2016: Only Ghosts (Album, Relapse Records)
- 2021: Arrows (Album, Relapse Records)